# Онні Парун
Онні Парун (англ. Onny Parun; нар. 15 квітня 1947) — колишній новозеландський тенісист.
Найвищу одиночну позицію світового рейтингу — 18 місце досяг 16 вересня 1975 року.
Здобув 30 одиночних та 2 парні титули.
Перемагав на турнірах Великого шолома в парному розряді.
Завершив кар'єру 1982 року.

## Фінали турнірів Великого шолома

### Одиночний розряд (1 поразка)
| Результат | Рік  | Турнір                                 | Покриття | Суперник     | Рахунок            |
| --------- | ---- | -------------------------------------- | -------- | ------------ | ------------------ |
| Поразка   | 1973 | Відкритий чемпіонат Австралії з тенісу | Трава    | Джон Ньюкомб | 3–6, 7–6, 5–7, 1–6 |

### Парний розряд (1 перемога)
| Результат | Рік  | Турнір                               | Покриття | Партнер   | Суперники          | Рахунок                 |
| --------- | ---- | ------------------------------------ | -------- | --------- | ------------------ | ----------------------- |
| Перемога  | 1974 | Відкритий чемпіонат Франції з тенісу | Ґрунт    | Дік Крілі | Боб Лутц Стен Сміт | 6–3, 6–2, 3–6, 5–7, 6–1 |

## Часова шкала результатів на турнірах Великого шлему
| W | Ф | ПФ | ЧФ | #Р | КТ | К# | DNQ | A | NH |

### Одиночний розряд
| Турнір                                 | 1966  | 1967  | 1968  | 1969  | 1970  | 1971  | 1972  | 1973  | 1974  | 1975  | 1976  | 1977  | 1977  | 1978  | 1979  | 1980  | 1981  | 1982  | SR     |
| -------------------------------------- | ----- | ----- | ----- | ----- | ----- | ----- | ----- | ----- | ----- | ----- | ----- | ----- | ----- | ----- | ----- | ----- | ----- | ----- | ------ |
| Відкритий чемпіонат Австралії з тенісу |       |       |       |       |       |       |       | Ф     | 3р    |       |       |       | 1р    |       |       | 1р    | 1р    |       | 0 / 5  |
| Відкритий чемпіонат Франції з тенісу   |       |       | 1р    | 1р    | 1р    | 1р    | 2р    | 3р    | 4р    | ЧФ    |       | 1р    | 1р    | 1р    |       | 1р    | 1р    | 1р    | 0 / 13 |
| Вімблдонський турнір                   | К1р   | 2р    | 3р    | 2р    | 1р    | ЧФ    | ЧФ    |       | 1р    | 3р    | 4р    | 3р    | 3р    | 1р    | 2р    | 4р    |       |       | 0 / 13 |
| Відкритий чемпіонат США з тенісу       |       |       |       | 1р    | 2р    | 3р    | 3р    | ЧФ    | 2р    | 3р    | 1р    | 3р    | 3р    |       | 1р    | 1р    |       |       | 0 / 11 |
| Strike rate                            | 0 / 0 | 0 / 1 | 0 / 2 | 0 / 3 | 0 / 3 | 0 / 3 | 0 / 3 | 0 / 3 | 0 / 4 | 0 / 3 | 0 / 2 | 0 / 4 | 0 / 4 | 0 / 2 | 0 / 2 | 0 / 4 | 0 / 2 | 0 / 1 | 0 / 42 |

Нотатка: 1977 року Відкритий чемпіонат Австралії відбувся двічі: в січні та грудні.

## Фінали

### Одиночний розряд (6–7)
| Результат | W-L | Дата     | Турнір                                            | Покриття  | Суперник          | Рахунок                 |
| --------- | --- | -------- | ------------------------------------------------- | --------- | ----------------- | ----------------------- |
| Поразка   | 0–1 | Лют 1968 | Окленд, Нова Зеландія                             | Трава     | Беррі Філліпс-Мур | 3–6, 8–6, 6–1, 3–6, 2–6 |
| Поразка   | 0–2 | Січ 1973 | Відкритий чемпіонат Австралії з тенісу, Австралія | Трава     | Джон Ньюкомб      | 3–6, 7–6, 5–7, 1–6      |
| Перемога  | 1–2 | Січ 1973 | Окленд, Нова Зеландія                             | Трава     | Патрік Пруазі     | 4–6, 6–7, 6–2, 6–0, 7–6 |
| Поразка   | 1–3 | Вер 1973 | Аптос, США                                        | Тверде    | Джефф Остін       | 6–7, 4–6                |
| Поразка   | 1–4 | Січ 1974 | Окленд, Нова Зеландія                             | Трава     | Б'єрн Борг        | 4–6, 3–6, 1–6           |
| Поразка   | 1–5 | Лип 1974 | Кіцбюель, Австрія                                 | Ґрунт     | Балаж Тароці      | 1–6, 4–6, 4–6           |
| Перемога  | 2–5 | Лис 1974 | Джакарта, Індонезія                               | Тверде    | Кім Ворвік        | 6–3, 6–3, 6–4           |
| Перемога  | 3–5 | Лис 1974 | Бомбей, Індія                                     | Ґрунт     | Тоні Роч          | 6–3, 6–3, 7–6           |
| Поразка   | 3–6 | Гру 1974 | Аделаїда, Австралія                               | Трава     | Б'єрн Борг        | 4–6, 4–6, 6–3, 2–6      |
| Перемога  | 4–6 | Січ 1975 | Окленд, Нова Зеландія                             | Трава     | Браян Феерлі      | 4–6, 6–4, 6–4, 6–7, 6–4 |
| Перемога  | 5–6 | Гру 1975 | Окленд, Нова Зеландія                             | Трава     | Браян Феерлі      | 6–2, 6–3, 4–6, 6–3      |
| Поразка   | 5–7 | Бер 1976 | Вашингтон, США                                    | Килим (i) | Гаролд Соломон    | 3–6, 1–6                |
| Перемога  | 6–7 | Кві 1976 | Йоганнесбург, ПАР                                 | Тверде    | Кліфф Дрісдейл    | 7–6, 6–3                |

### Парний розряд (3–5)
| Результат | W-L | Дата     | Турнір                                    | Покриття | Партнер         | Суперники                        | Рахунок                 |
| --------- | --- | -------- | ----------------------------------------- | -------- | --------------- | -------------------------------- | ----------------------- |
| Перемога  | 1–0 | Тра 1971 | Х'юстон, США                              | Ґрунт    | Мілан Голечек   | Том Едлефсен Френк Фролінг       | 1–6, 7–6, 6–4           |
| Поразка   | 1–1 | Вер 1973 | Аптос, США                                | Тверде   | Реймонд Мур     | Джефф Остін Фред Макнеер         | 2–6, 1–6                |
| Поразка   | 1–2 | Бер 1974 | Палм-Дезерт, США                          | Тверде   | Реймонд Мур     | Ян Кодеш Владімір Зеднік         | 4–6, 4–6                |
| Перемога  | 2–2 | Кві 1974 | Токіо, Японія                             | Тверде   | Реймонд Мур     | Хуан Хісберт стар. Роджер Тейлор | 4–6, 6–2, 6–4           |
| Перемога  | 3–2 | Чер 1974 | Відкритий чемпіонат Франції з тенісу 1974 | Трава    | Дік Крілі       | Боб Лутц Стен Сміт               | 6–3, 6–2, 3–6, 5–7, 6–1 |
| Поразка   | 3–3 | Лис 1974 | Мумбай, Індія                             | Ґрунт    | Дік Крілі       | Ананд Амрітрадж Віджай Амрітрадж | 4–6, 6–7                |
| Поразка   | 3–4 | Січ 1975 | Окленд, Нова Зеландія                     | Трава    | Браян Феерлі    | Боб Кармайкл Рей Раффелз         | 6–7, ret.               |
| Поразка   | 3–5 | Чер 1978 | Брюссель, Бельгія                         | Ґрунт    | Владімір Зеднік | Жан-Луї Ейє Тоніно Цугареллі     | 3–6, 6–4, 5–7           |